# Atypophthalmus (Microlimonia) bicorniger
Atypophthalmus (Microlimonia) bicorniger is een tweevleugelige uit de familie steltmuggen (Limoniidae). De soort komt voor in het Palearctisch gebied.